# بي إم دبليو الفئة الخامسة (إف 10)
 يتكون الجيل السادس لسيارات بي إم دبليو الفئة الخامسة من بي إم دبليو أف10 (إصدار السيدان)، وبي إم دبليو أف11 (إصدار الواغن، تم تسويقها كـ"Touring") وبي إم دبليو أف07 (نسخة fastback، تم تسويقها على أنها «غران توريزمو») سيارات تنفيذية. تم إنتاج أف10/أف11/أف07 من 2010 إلى 2017 وغالبًا ما يشار إليها مجتمعة باسم أف10.
النسخة أف07 هي السيارة الأولى والوحيدة من سيارات الفئة الخامسة التي تم إنتاجها بسقف منحني حتى مؤخرتها. يعد الجيل أف10 أيضًا أول سيارة من الفئة الخامسة تقدم مجموعة دفع هجينة، ومحرك ثماني الأسطوانات، وناقل حركة أوتوماتيكي بـ8 سرعات، وناقل حركة ثنائي القابض (في أم5)، عجلة قيادة خلفية نشطة (تسمى "Integral Active Steering" ")، توجيه كهربائي ونظام تعليق أمامي، مجموعة أدوات LCD (تسمى" شاشة اللوحة السوداء ") ونظام الركن الآلي (تسمى" مساعد وقوف السيارات "). تم بيع نسخة سيدان ذات قاعدة عجلات طويلة (الكود النموذجي أف18) في الصين والمكسيك والشرق الأوسط.
تم تزويد أف10 أم5، التي تم طرحها في عام 2011، بمحرك V8 ثنائي الشاحن التوربيني S63 إلى جانب ناقل حركة ثنائي القابض ذي 7 سرعات.
في فبراير 2017، بدأ بانتاج بي إم دبليو الفئة الخامسة (جي30) كخليفة لسيارة أف10.

## تطوير
من نوفمبر 2005 إلى ديسمبر 2006، تم تصميم الواجهة الخارجية بواسطة Jacek Fröhlich تحت قيادة مدير تصميم مجموعة بي أم دبليو Adrian van Hooydonk. تم تصميم نسخة Touring بواسطة Jean-Francois Alexandre Huet.
تم الكشف عن سيارة أف10 في ميونيخ في 23 نوفمبر 2009.

## أنماط الجسم

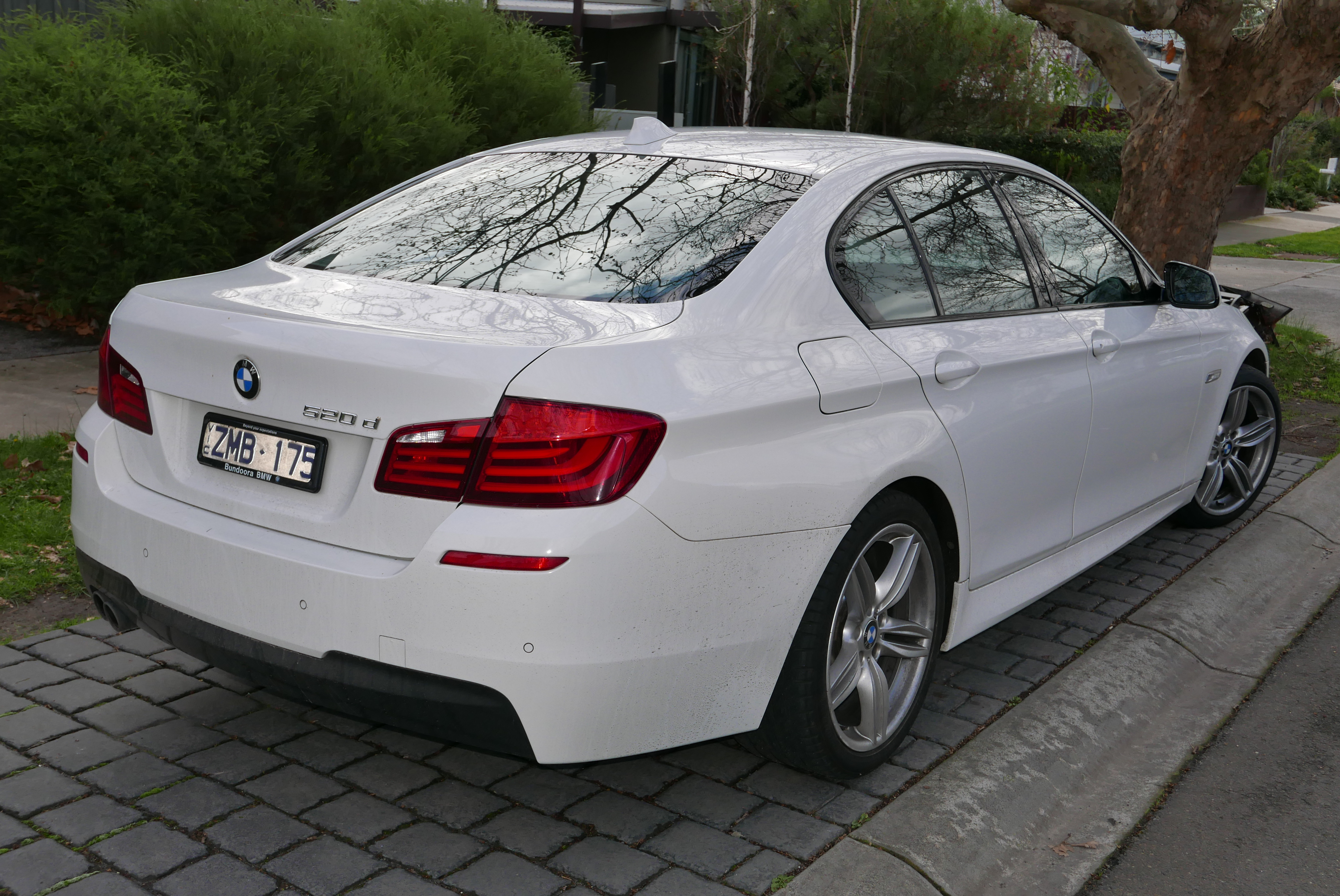
F10 سيدان
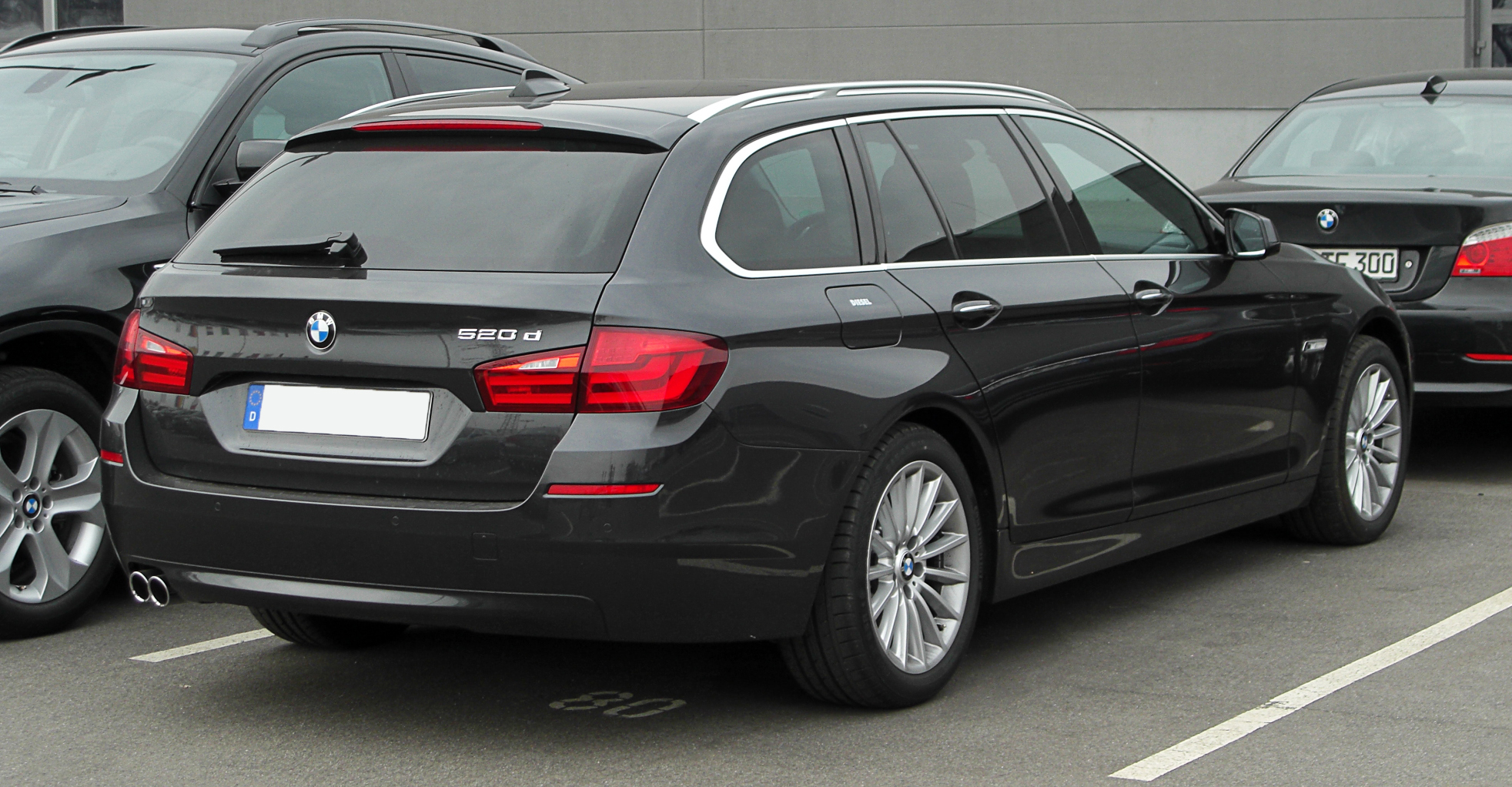
F11 بجولة
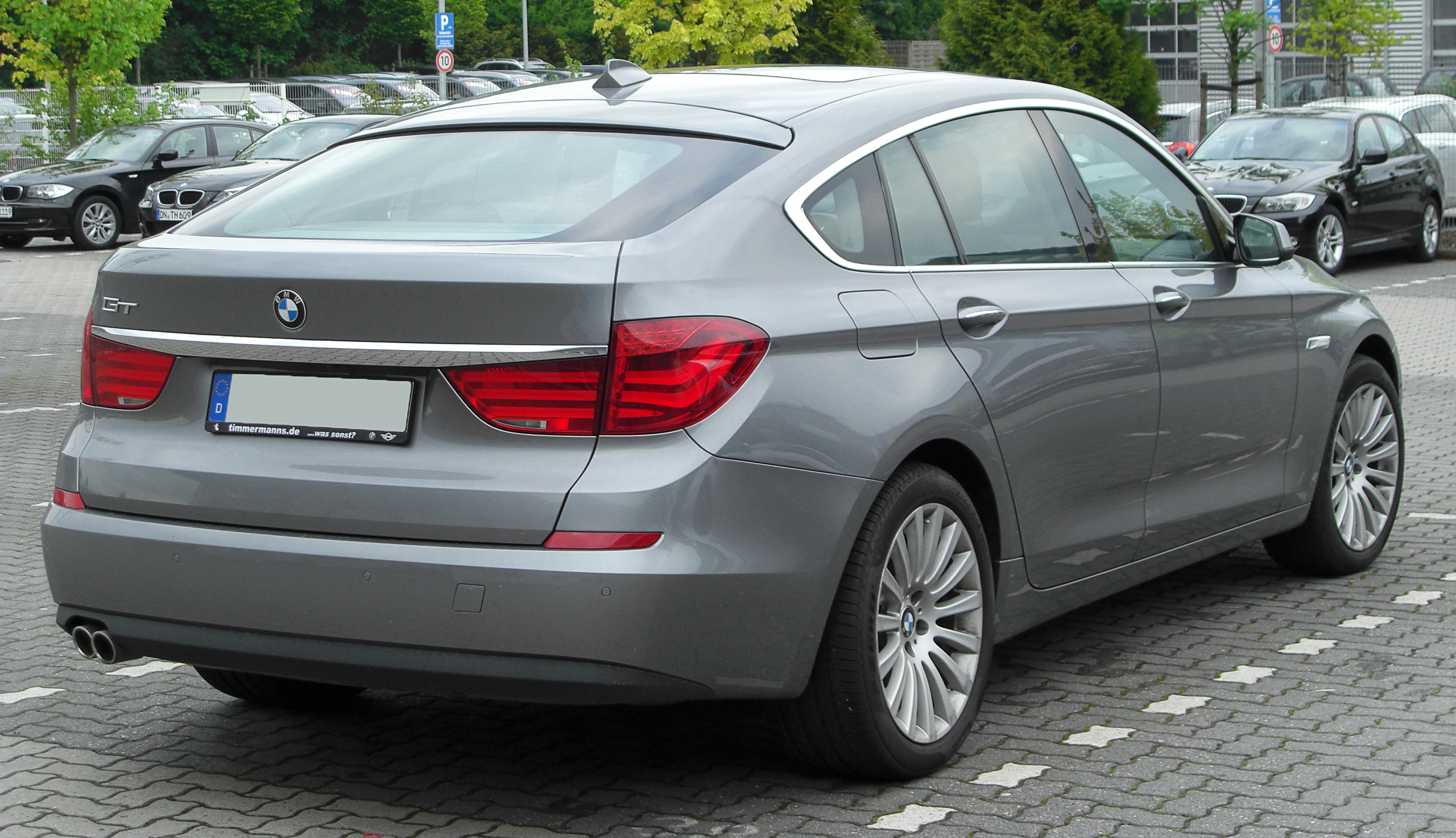
F07 جران توريزمو
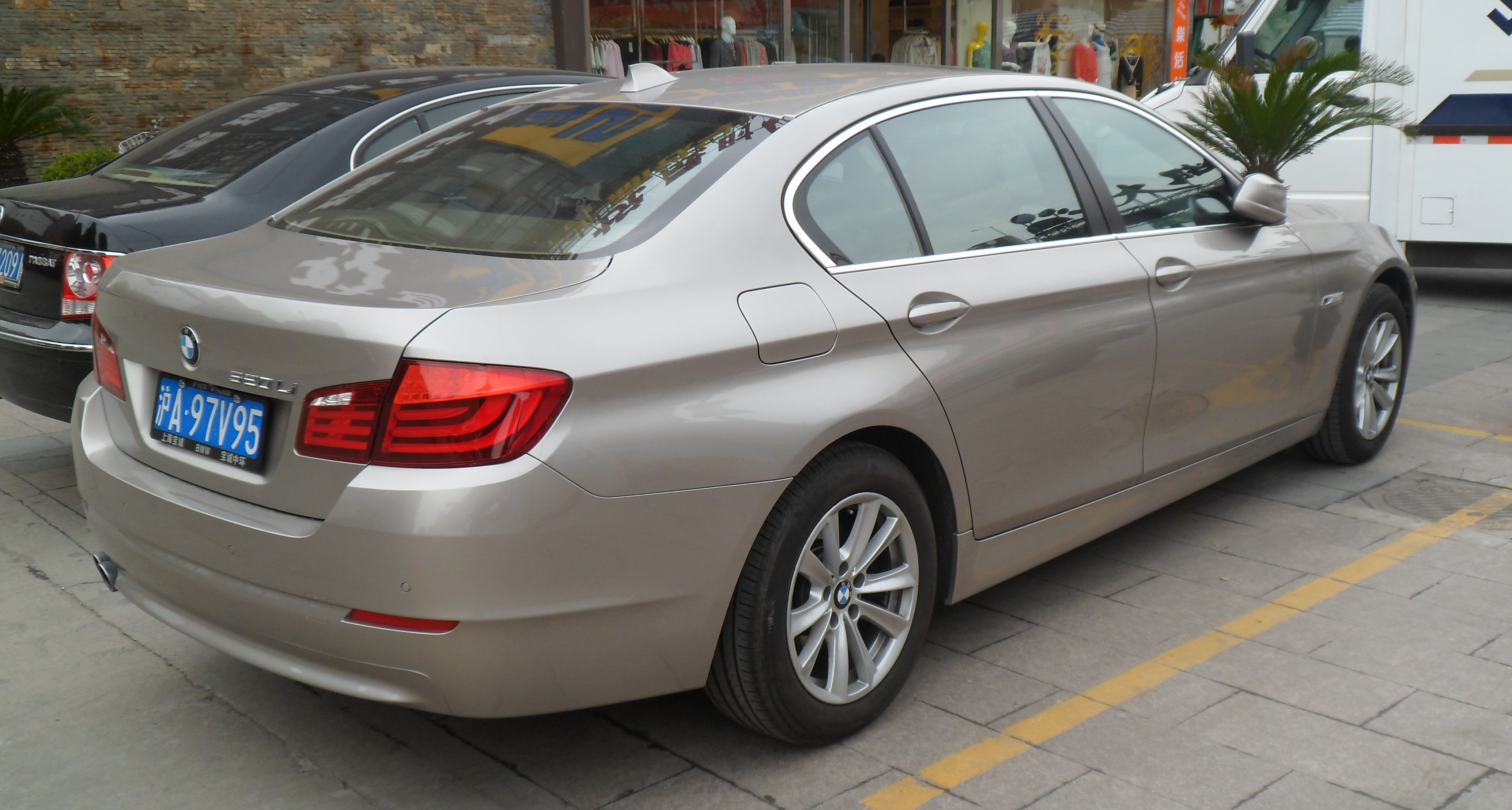
F18 سيدان قاعدة العجلات الطويلة

### سيدان (أف10)
كانت سيارة السيدان هي ثاني طراز للجسم يتم إطلاقه. تم الكشف عنه في استاد ميونيخ الأولمبي في عام 2009.

### تورينج (أف11)
تم الكشف عن طراز تورينج في معرض Leipzig للسيارات 2010.

### غران توريزمو (أف07)
سيارة 5 أبواب بسقف منحني حتى مؤخرتها تم تقديمها في عام 2009. إنها أطول طرازات الفئة 5 سيدان / تورينج ولها باب خلفي هاتشباك. يحتوي الباب الخلفي على آلية فتح ثنائية الاتجاه فريدة من نوعها. تتميز الفئة الخامسة جي تي بأبواب بدون إطار، وهي الأولى من طرازات بي أم ذات أربعة أبواب.

## إنتاج
أنتجت سيارات أف10 في مصنع مجموعة BMW Dingolfing في ألمانيا وفي مصنع BMW Brilliance في الصين. بدأ إنتاج السلسلة في يناير 2010 وتم إنتاج آخر سيارة من الجيل أف10 في مارس 2017.  
وقعت مجموعة كاملة من مجموعات المنتجات الألمانية في تايلاند،  ماليزيا  مصر،  الهند،  إندونيسيا  وروسيا. [بحاجة لمصدر]
قالب:Euro NCAP